# 馬姆馬麼奏
馬姆馬麼奏（鄒語：ma’mumamco），是台灣鄒族傳說中的怪獸，專吃人的眼睛。

## 習性與外表
馬姆馬麼奏住在險峻的住在險峻的岩石地形中，牠專吃人們的眼睛，特別是闖入其居住地的族人，也因為遇到他的族人的眼睛都被牠吃掉，所以沒有人知道牠真正的樣子。

## 文化
在鄒族人的文化中，牠的傳說也衍伸出一些具體的生活觀念和禁忌，如警告族人不要接近其居住的危險地帶等。